# Lougguere-Bah Sambo
Pour les articles homonymes, voir Sambo (homonymie).
Lougguere-Bah Sambo est un village de la commune de Nganha située dans la Région de l'Adamaoua et le département de la Vina au Cameroun.

## Localisation et population
En 1967, Lougguere-Bah Sambo comptait 24 habitants, principalement des Peuls. Cependant, lors du recensement de 2005, on y a dénombré 81 habitants dont 38 de sexe masculin et 43 de sexe féminin, tandis que les diagnostics du Plan communal de développement (PCD) de la commune de Nganha, réalisé en 2013, ont permis de recenser 291  personnes dont 154  de sexe masculin et 136 de sexe féminin.

## Climat
Nganha bénéficie d'un climat tropical avec une température moyenne de 23,62 °C. Le mois de mars est le plus chaud de l'année avec une température moyenne de 24,6 °C tandis que janvier est le mois le plus froid avec une température moyenne de 21,5 °C. Cependant, cette température peut diminuer jusqu'à atteindre 12,8 °C en décembre, comme elle peut s'élever à 31,5 °C en février.
Concernant les précipitations, on note une variation de 291 mm tout au long de l'année entre 221 mm en août et 0 mm en décembre.

## Projets sociaux et économiques
Le Plan Communal de Développement de Ngan-Ha, élaboré en 2013 et validé par le Conseil Municipal Elargi aux Sectoriels (COMES), a proposé plusieurs projets productifs,  sociaux,  transversaux, et  infrastructurels. Ces derniers visent l'amélioration des conditions de la commune. Ils concernent ainsi tous les villages et notamment Lougguere-Bah Sambo.

### Projets sociaux
Il y avait cinq projets prioritaires, dont le coût estimatif total de 18 000 000 Francs CFA.On a planifié l'appui technique, financier et sanitaire des personnes vulnérables, l'aménagement d'une aire de jeux et la sensibilisation des populations sur l’intérêt des mariages légalisés ; sur l’éducation de la jeune fille . On a aussi pensé à construire une aire de séchage clôturée des produits agricole et un forage équipé.

### Projets économiques
Le PCD de la commune de Nganha a mis en place trois projets. Le premier concernait l'étude de faisabilité pour l'électrification rurale (ce qui devrait coûter 1 500 000 Francs CFA), le deuxième proposait la construction d'un magasin de stockage , dont le coût estimatif total de 25 000 000 Francs CFA, et le troisième (1 500 000 Francs CFA), impliquait l'étude de faisabilité en vue de la réhabilitation de la piste Toumbéré - Nganboukou - Mbang Bouhari : 16 km.